# دریاچه استودیونویه
دریاچه استودیونویه (انگلیسی: Studyonoye) یک دریاچه در استان نووسیبیرسک کشور روسیه است.